# Arthur St. Clair
Arthur St. Clair (23 de março de 1737 - 31 de agosto de 1818) foi um soldado e político americano. Nascido em Thurso, na Escócia, ele serviu no Exército Britânico durante a Guerra Franco-Indígena antes de se instalar na Pensilvânia, onde ocupou um cargo local. Durante a Guerra da Revolução Americana, ele chegou ao posto de major-general no Exército Continental, mas perdeu o seu comando depois de uma controversa retirada do Forte Ticonderoga.
Após a guerra, ele serviu como Presidente do Congresso Continental, que durante o seu mandato originou o Território do Noroeste em 1787. Ele foi então nomeado governador do Território do Noroeste em 1788, e na altura da parte que se tornaria o Ohio em 1800. Em 1791, St. Clair comandou as forças americanas naquela que foi a pior derrota dos Estados Unidos contra os índios americanos. Politicamente desenquadrado da administração Jefferson, ele foi substituído como governador em 1802.

## Vida Inicial e Carreira
St. Clair nasceu em Thurso, Caithness, Escócia. Pouco se sabe sobre sua vida inicial. Os primeiros biógrafos estimaram o seu ano de nascimento como 1734, mas historiadores subsequentes descobriram uma data de nascimento de 23 de Março de 1736, que no sistema de calendário moderno significa que ele nasceu em 1737. Os pais dele, desconhecidos para os biógrafos iniciais, provavelmente foram William Sinclair, um comerciante, e Elizabeth Balfour. Ele terá frequentado a Universidade de Edimburgo antes de ser aprendiz do renomeado médico William Hunter.
Em 1757, St. Clair comprou uma comissão no Exército britânico, Regimemto Real Americano, e veio para a América com a frota do Almirante Edward Boscawen para a Guerra Franco-Indígena. Ele serviu sob o General Jeffery Amherst na captura de Louisbourg, Nova Escócia a 26 de Julho de 1758. Em 17 de Abril de 1759, recebeu a comissão de tenente e foi colocado sob o comando do General James Wolfe, sob a qual serviu na Batalha das Planícies de Abraão que resultou na captura da cidade de Quebec.

## Colono na América
Em 16 de abril de 1762, ele renunciou à sua comissão e, em 1764, estabeleceu-se em Ligonier, Pensilvânia, onde comprou terras e ergueu moinhos. Ele era o maior dono de terras do oeste da Pensilvânia.
Em 1770, St. Clair tornou-se um juiz do tribunal, um membro do conselho proprietário, um oficial de justiça, e escriturário do tribunal de órfãos, e escriturário principal dos condados de Bedford e Westmoreland.
Em 1774, a Colónia da Virgínia reivindicou a área em torno de Pittsburgh, Pensilvânia, e alguns residentes do oeste da Pensilvânia pegaram em armas para expulsá-los. St. Clair emitiu uma ordem para a prisão do oficial que liderava as tropas da Virgínia. A Guerra de Lord Dunmore eventualmente resolveu a disputa da fronteira.

## Guerra Revolucionária Americana
Em meados da década de 1770, St. Clair considerava-se mais americano do que britânico. Em Janeiro de 1776, ele aceitou uma comissão no Exército Continental de coronel do 3º Regimento da Pensilvânia. Ele entrou ao serviço últimos dias da invasão do Quebec, onde entrou em ação na Batalha de Trois-Rivières. Ele foi nomeado brigadeiro-general em Agosto de 1776 e foi enviado pelo General George Washington para ajudar a organizar a milícia de Nova Jérsei. Ele participou na Travessia de George Washington do Rio Delaware na noite de 25 para 26 de Dezembro de 1776, antes da Batalha de Trenton na manhã de 26 de Dezembro. Muitos biógrafos dáo crédito a St. Clair pela estratégia que levou à captura de Princeton, Nova Jérsei por Washington em 3 de Janeiro de 1777. St. Clair foi promovido a Major-general em Fevereiro de 1777.
Em Abril de 1777, St. Clair foi enviado para defender o Forte Ticonderoga. Sua pequena guarnição não conseguiu resistir à força maior do General britânico John Burgoyne na campanha de Saratoga. St. Clair foi forçado a retirar-se durante o cerco do Forte Ticonderoga em 5 de julho de 1777. Ele retirou as suas forças e não desempenhou mais nenhum papel na campanha. Em 1778, ele foi julgado pela perda de Ticonderoga. O tribunal exonerou-o e ele voltou ao dever, embora não mais recebesse qualquer comando no campo de batalha. Ele ainda viu ação, no entanto, como um ajudante de campo do General Washington, que manteve uma alta opinião sobre ele. St. Clair estava em Yorktown quando Lord Cornwallis entregou o seu exército.

## Presidente do Congresso Continental
St. Clair foi membro do Conselho dos Censores de Pensilvânia em 1783 e foi eleito delegado do Congresso da Confederação, servindo desde 2 de Novembro de 1785 até 28 de Novembro de 1787. O Caos governava no início de 1787 com a Rebelião de Shays na sua máxima força força e os estados recusando-se a resolver disputas de terras ou a contribuírem para o governo federal agora com seis anos de idade. Em 2 de Fevereiro de 1787, os delegados finalmente reuniram-se em quórum e elegeram St. Clair para um mandato de um ano como Presidente do Congresso Continental. O Congresso promulgou a sua legislação mais importante, a criação do Território do Noroeste, durante o mandato de St. Clair como presidente. O tempo estava a acabar para o Congresso da Confederação, no entanto, durante a presidência de St. Clair, a Convenção de Filadélfia estava a elaborar uma nova Constituição dos Estados Unidos, que iria abolir o antigo Congresso.

## Território do Noroeste

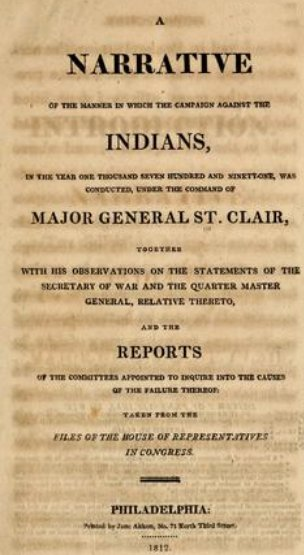
A Narrative impressa por Jane Aitken

Sob a Decreto do Noroeste de 1787, que criou o Território do Noroeste, o General St. Clair foi nomeado governador do que é agora o Ohio, Indiana, Illinois, Michigan, juntamente com partes do Wisconsin e Minnesota. Ele renomeou Cincinnati no Ohio, em honra da Sociedade Cincinnati da qual era presidente, e foi lá que ele estabeleceu a sua casa. Quando o território foi dividido em 1800, ele serviu como Governador do Território de Ohio.
Como governador, ele formulou o código de Maxwell (nome do seu impressor, William Maxwell), as primeiras leis escritas do território. Ele também procurou acabar com as reivindicações dos nativos americanos para com a terra de Ohio e abrir caminho para a colonização branca. Em 1789, ele conseguiu que alguns índios assinassem o Tratado de Forte Harmar, mas muitos líderes nativos não foram convidados a participar das negociações, ou se recusaram a fazê-lo. Ao invés de resolver as reivindicações dos índios, o tratado levou a uma maior resistência no que também é conhecido como a Guerra Indígena do Noroeste (ou  Guerra da Pequena Tartaruga). As hostilidades mútuas levaram a uma campanha do General Josiah Harmar, cujos 1.500 milicianos foram derrotados pelos índios em Outubro de 1790.
Em Março de 1791, St. Clair sucedeu a Harmar como comandante do Exército dos Estados Unidos e recebeu a comissão de Major-general. Ele liderou pessoalmente uma expedição punitiva envolvendo dois regimentos do Exército Regular e algumas milícias. Em Outubro de 1791 como um posto avançado para sua campanha, Forte Jefferson (Ohio) foi construído sob a direção do General Arthur St. Clair. Localizado no actual Condado de Darke, no extremo oeste do Ohio, o forte foi construído em madeira e destinado inicialmente como um depósito de abastecimento; em conformidade, foi originalmente chamado Forte Deposit. Um mês depois, perto do actual e moderno Forte Recovery, a sua força avançou para a localização dos acampamentos indianos perto do Rio Wabash, mas, no dia 4 de Novembro, foram desfeitos em batalha por uma confederação tribal liderada pelo Chefe dos Miami, Little Turtle e o Chefe dos Shawnee, Blue Jacket. Mais de 600 soldados e dezenas de mulheres e crianças foram mortos na batalha, que desde então recebeu o nome de "Derrota de St. Clair", também conhecida como a "Batalha do Wabash", o "Massacre de Colômbia" ou a "Batalha dos mil mortos ". Continua a ser a maior derrota da história de um exército americano por nativos americanos, com cerca de 623 soldados americanos mortos em ação e cerca de 50 nativos norte-americanos mortos. Embora uma investigação o exonerasse, St. Clair demitiu-se da sua comissão do exército em Março de 1792 a pedido do Presidente Washington, mas continuou a servir como Governador do Território do Noroeste.

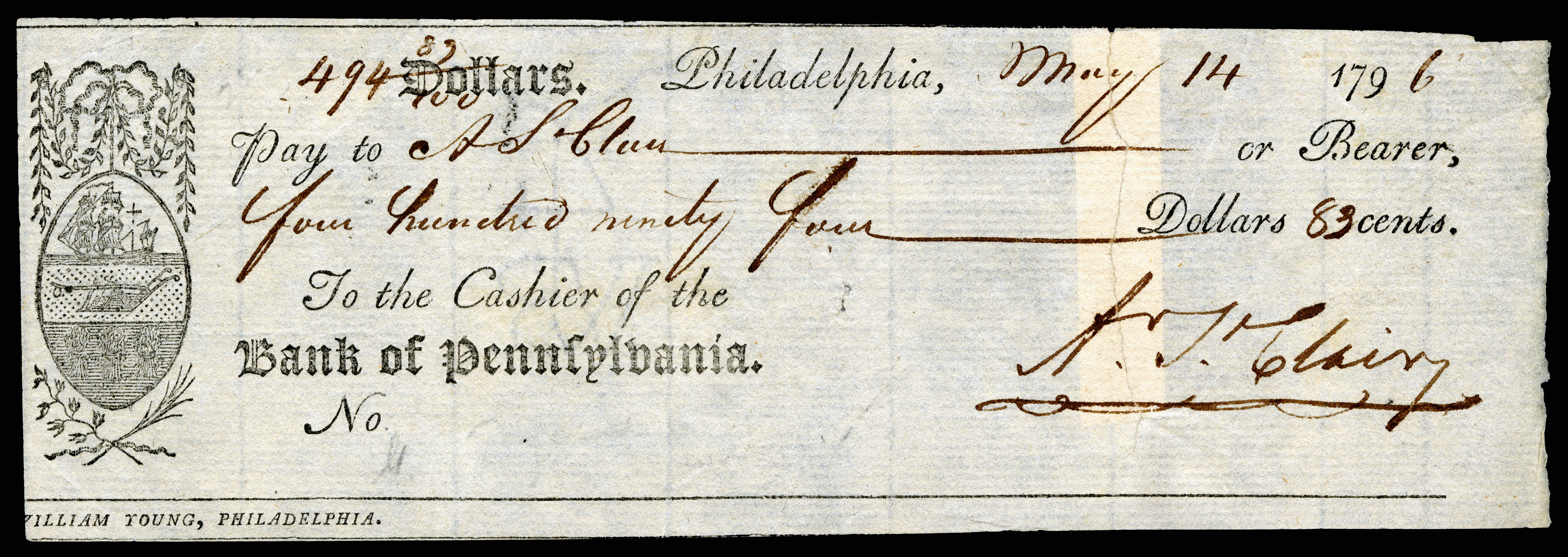
Cheque assinado por St. Clair enquanto Governador do Território do Noroeste (1796)

Um Federalista, St. Clair esperava ver dois estados criados a partir do Território de Ohio de forma a aumentar o poder federalista no Congresso. No entanto, os republicanos democratas do Ohio tinham-lhe ressentimento pelo seu partidarismo, fortaleza e arrogância no cargo. Em 1802, a sua oposição aos planos para o estado de Ohio levou o Presidente Thomas Jefferson a retirá-lo do cargo de governador territorial. Ele, portanto, não desempenhou qualquer na papel na organização do estado de Ohio em 1803.
A primeira Constituição de Ohio providenciou um governador fraco e uma legislatura forte, em parte como uma reacção ao método de governação de St. Clair.

## Vida Familiar
St. Clair conheceu Phoebe Bayard, que era de uma das famílias mais proeminentes em Boston, e eles casaram-se em 1760. O nome de solteira da mãe Bayard era Bowdoin e ela era a irmã de James Bowdoin, governador colonial de Massachusetts.

## Morte
Na aposentadoria, St. Clair morou com a sua filha, Louisa St. Clair Robb e a sua família no cume entre Ligonier e Greensburg.
O General St. Clair morreu na pobreza em Greensburg, Pensilvânia, em 31 de Agosto de 1818 aos 81 anos de idade. Os seus restos mortais estão enterrados sob um monumento Maçônico no Parque St. Clair, no centro de Greensburg. Sua esposa Phoebe morreu pouco depois e foi enterrada ao lado dele.

## Legado
Uma parte de Hermitage, a casa de St. Clair em Oak Grove, a três milhas a norte de Ligoner, na Pensilvânia, foi posteriormente transferida para Ligonier, Pensilvânia, onde agora está preservada, juntamente com artefactos e objectos de arte de St. Clair no Museu do Forte Ligonier.
Um Navio da Guerra Civil Americana foi nomeado USS St. Clair.
Lugares nomeados em homenagem a Arthur St. Clair incluem:
Na Pensilvânia:

- Distrito de St. Clair, Pensilvânia
- St. Clairsville (Pensilvânia)
- Distrito de St. Clair, Condado de Westmoreland (Pensilvânia)
- Distrito de St. Clair Este, Condado de Bedford (Pensilvânia)
- Distrito de St. Clair Oeste, Condado de Bedford (Pensilvânia)
- Bairro de St. Clair,  Pittsburgh, Pensilvânia
- Hospital St. Clair, Mount Lebanon (Pensilvânia)

No Ohio:
- Distrito de St. Clair, Condado de Butler (Ohio)
- Distrito de St. Clair, Condado de Columbiana, Ohio
- St. Clairsville (Ohio)
- Forte St. Clair em Eaton (Ohio)

Outros Estados:
- Condado de St. Clair (Illinois)
- Condado de St. Clair (Michigan)
- Condado de St. Clair (Missouri)
- Condado de St. Clair (Alabama)

Na Escócia:
- O Hotel St. Clair de três estrelas em, Thurso, Caithness, tem o seu nome.

A Rua St. Clair em Frankfort (Kentucky), recebeu o seu nome através do General James Wilkinson, que fundou a cidade que se tornou a capital do estado. Na extremidade norte da rua está situado o Antigo Capitólio, e perto da extremidade sul está o Tribunal de Justiça do Condado de Franklin; ambos foram projectados por Gideon Shryock.